# David Libeskind
David Libeskind (Ponta Grossa, 24 de novembro de 1928 — São Paulo, 8 de abril de 2014) foi um arquiteto, artista gráfico, ilustrador e pintor brasileiro. Libeskind nasceu no Paraná, mas mudou-se com a família para Belo Horizonte, Minas Gerais, em 1929. Entre 1947 e 1952, cursou a faculdade arquitetura na Universidade Federal de Minas Gerais (UFMG), onde é convidado a trabalhar no Serviço do Patrimônio Histórico e Artístico Nacional (Sphan). Após o fim da faculdade, muda-se para a cidade de São Paulo, onde constrói uma carreira de obras arquitetônicas que o credenciam a realizar, em 1955, o projeto do Conjunto Nacional, na avenida Paulista, uma construção vertical com apartamentos e escritórios sobre uma base comercial. 
Ao longo das décadas de 1950 e 1960 também desenvolve projetos de edifícios residenciais em Higienópolis, como o Edifício Square Garden, marcado por sua facahada em concreto que se tornou cartão postal da região. Além disso desenvolveu casas no Pacaembu e nos Jardins. Libeskind morreu no dia 8 de abril de 2014 na capital paulista, aos 85 anos.